# CAN (estación)
La estación sencilla CAN - British Council forma parte del sistema de transporte masivo de Bogotá, TransMilenio, inaugurado en el año 2000.

## Ubicación
Está ubicada sobre la Avenida El Dorado entre carreras 59 y 60. Se accede a ella mediante un puente peatonal ubicado sobre la Carrera 59.
Atiende la demanda de los barrios Centro Administrativo Occidental, Ciudad Salitre Nororiental y sus alrededores.
En sus cercanías están la Dirección general de la Policía Nacional de Colombia, el Hospital de la Policía, el Hospital Universitario de la Universidad Nacional de Colombia (antigua Clínica Santa Rosa), la Clínica del Niño, el DANE (Departamento Administrativo Nacional de Estadística), el Ministerio de Transporte, el Ministerio de  Educación , el Ministerio de Minas y Energía y el INVIAS (Instituto Nacional de Vías), entre otros entes del Estado. Además, se ubican en la cercanía las sedes principales de Avianca, la Cámara Colombiana de Infraestructura y la sede de la cementera Argos, las últimas tres ubicadas en el complejo de edificios Ciudad Empresarial Sarmiento Angulo.

## Origen del nombre
La estación recibe su nombre del Centro Administrativo Nacional o CAN, en el que se ubican varios de los ministerios de Colombia así como otros entes del Estado. Luego, en el marco del plan que tiene la empresa TransMilenio para buscar aliados comerciales, al nombre de la estación se le añadió el texto «British Council».

## Historia
Esta estación hace parte de la Fase III de TransMilenio que empezó a construirse a finales de 2009 y, después de varias demoras relacionadas con casos de corrupción, es entregada el 1 de septiembre de 2012.

## Servicios de la estación

### Servicios troncales
| Tipo                                | Rutas al Oriente | Rutas al Occidente | Rutas al Norte | Rutas al Sur |
| ----------------------------------- | ---------------- | ------------------ | -------------- | ------------ |
| Ruta fácil                          | 1                | 1                  |                |              |
| Expresos todos los días todo el día |                  | K54                |                | H54          |
| Expresos lunes a sábado todo el día |                  | K10 K16 K23        | B16 B23        | L10          |

### Servicios duales
| Tipo                             | Rutas al Norte | Rutas al Occidente |
| -------------------------------- | -------------- | ------------------ |
| Dual lunes a domingo todo el día | M86            | K86                |

### Esquema
| ← Occidente    |           |  |            |
| 1K16K23        | K10K54K86 |  | Carrera 59 |
| Vagón 2        | Vagón 1   |  | Puente     |
| ← Ciclorruta → |           |  | Puente     |
| Vagón 4        | Vagón 3   |  | Puente     |
| 1B16B23        | H54L10M86 |  | Carrera 59 |
| Oriente →      |           |  |            |

### Servicios urbanos
Así mismo funcionan las siguientes rutas urbanas del SITP en los costados externos a la estación, circulando por los carriles de tráfico mixto sobre la Avenida Eldorado, con posibilidad de trasbordo usando la tarjeta TuLlave:
| Código | Sector         | Dirección            | Rutas                        |
| ------ | -------------- | -------------------- | ---------------------------- |
| 414A06 | K Estación CAN | Av. Eldorado - KR 59 | A127A319A538K206K527L149 T40 |
| 414B06 | K Estación CAN | Av. Eldorado - KR 59 | A153                         |
| 413A06 | K Estación CAN | Av. Eldorado - KR 59 | C127C149C153D206G538K319 T40 |

## Ubicación geográfica
| Noroeste: Teusaquillo       | Norte: D Carrera 53     | Nordeste: Teusaquillo |
| Oeste: K Salitre - El Greco |                         | Este: K Gobernación   |
| Suroeste: Teusaquillo       | Sur: F Distrito Grafiti | Sureste: Teusaquillo  |